# Касинцев, Аркадий Кузьмич
Аркадий Кузьмич Касинцев (3 января 1923 года, Сенно, Витебская область — 31 августа 1991 года, Ленинград) — командир отделения разведки батареи 120-миллиметровых минометов; командир отделения разведки 71-го гвардейского стрелкового полка 24-й гвардейской стрелковой дивизии 2-й гвардейской армии 1-го Прибалтийского фронта, гвардии старший сержант.

## Биография
Родился 3 января 1923 года в городе Сенно Витебской области Белоруссии в семье служащего. Окончил 9 классов.
В РККА с 1941 года. В боях Великой Отечественной войны с сентября 1941 года. Член ВКП/КПСС с 1943 года.
Командир отделения разведки батареи 120-миллиметровых минометов 71-го гвардейского стрелкового полка гвардии старший сержант Аркадий Касинцев 5 октября 1944 года в бою у литовского населённого пункта Гечайце, расположенного в семи километрах северо-восточнее города Кельме, под огнём неприятеля корректировал стрельбу батареи, что позволило поразить пулемёт, наблюдательный пункт, а также захватить артиллерийскую батарею противника и склад с боеприпасами. Двигаясь в боевых порядках пехоты, гвардии старший сержант Касинцев истребил четверых противников. 6 октября 1944 года, сам будучи раненным, Аркадий Касинцев спас жизнь командиру батареи.
Приказом по 24-й гвардейской стрелковой дивизии от 18 ноября 1944 года за мужество и отвагу проявленные в боях гвардии старший сержант Касинцев Аркадий Кузьмич награждён орденом Славы 3-й степени.
16 января 1945 года командир отделения разведки батареи 120-миллиметровых минометов 71-го гвардейского стрелкового полка гвардии старший сержант Аркадий Касинцев в наступательном бою в Восточной Пруссии в одном километре севернее населённого пункта Вальтеркемен обнаружил наблюдательный пункт неприятеля. По целеуказаниям Аркадия Касинцева наблюдательный пункт был разрушен огнём батареи, истреблено свыше взвода вражеской пехоты.
18 января 1945 года в том же районе гвардии старший сержант Аркадий Касинцев корректировал огонь батареи. В результате было уничтожено три орудия, три пулемёта, большое количество солдат и офицеров противника.
Приказом по 2-й гвардейской армии от 22 марта 1945 года за мужество и отвагу проявленные в боях гвардии старший сержант Касинцев Аркадий Кузьмич награждён орденом Славы 2-й степени.
Командир отделения разведки 71-го гвардейского стрелкового полка гвардии старший сержант Аркадий Касинцев вместе с разведчиками 7-10 апреля 1945 года в боях за столицу Востосной Пруссии город Кёнигсберг умело корректировал огонь миномётной батареи, которой было подавлено три артиллерийских батареи противника, шесть огневых точек, разбито три наблюдательных пункта, несколько блиндажей, уничтожено много вражеских солдат и офицеров. В боях при преследовании врага гвардии старший сержант Касинцев из личного оружия поразил десять противников. За этот подвиг был представлен к званию Героя Советского Союза.
Указом Президиума Верховного Совета СССР от 29 июня 1945 года за образцовое выполнение заданий командования в боях с немецко-вражескими захватчиками гвардии старший сержант Касинцев Аркадий Кузьмич награждён орденом Славы 1-й степени, став полным кавалером ордена Славы.
После войны полный кавалер ордена Славы А. К. Касинцев продолжал службу в армии. В 1951 году он окончил Военный институт иностранных языков. В 1954 году капитан Касинцев уволен в запас. Жил в городе-герое Ленинграде. Преподавал в школе-интернат № 24. ул. Новосёлов дом 11. Скончался Аркадий Кузьмич Касинцев 31 августа 1991 года. Похоронен на кладбище в Токсово.
Награждён орденами Красного Знамени, Отечественной войны 1-й степени, двумя орденами Отечественной войны 2-й степени, орденами Красной Звезды, Славы 1-й, 2-й, 3-й степени, медалями.